# Castletaylor Complex SAC
Castletaylor Complex SAC este o arie protejată (arie specială de conservare — SAC, sit de importanță comunitară — SCI) din Irlanda întinsă pe o suprafață de 143,43 ha, integral pe uscat.

## Localizare
Centrul sitului Castletaylor Complex SAC este situat la coordonatele 53°11′08″N 8°49′02″W / 53.18544°N 8.817181°V.

## Înființare
Situl Castletaylor Complex SAC a fost declarat sit de importanță comunitară în noiembrie 1997 pentru a proteja 2 specii de animale. Situl a fost protejat și ca arie specială de conservare în februarie 2018.

## Biodiversitate
Situată în ecoregiunea atlantică, aria protejată conține 5 habitate naturale: Turlough, Pajiști alpine și boreale, Formațiuni de Juniperus communis pe lande sau pajiști calcaroase, Pajiști uscate seminaturale și facies de acoperire cu tufișuri pe substraturi calcaroase (Festuco-Brometalia) (* situri importante pentru orhidee), Lespezi calcaroase.
La baza desemnării sitului se află mai multe specii protejate de  păsări (2): ploier auriu (Pluvialis apricaria), nagâț (Vanellus vanellus).
Pe lângă speciile protejate, pe teritoriul sitului au mai fost identificate 4 specii de plante.